# Bois-d’Arcy (Yonne)
Bois-d’Arcy település Franciaországban, Yonne megyében. Lakosainak száma 23 fő (2022. január 1.). Bois-d’Arcy Mailly-la-Ville, Arcy-sur-Cure, Brosses és Montillot községekkel határos.

## Népesség
A település népességének változása:
| Lakosok száma | 25   | 25   | 27   | 24   | 22   | 21   | 22   | 22   | 23   |
|               | 2013 | 2015 | 2016 | 2017 | 2018 | 2019 | 2020 | 2021 | 2022 |